# Eshmunazar
Eshmunazar (phénicien : ʾšmnʿzr) est le nom qu'ont porté plusieurs rois de Sidon phéniciens.

## EshmunazarIer
Eshmunazar Ier ou Eshmunazor Ier, prêtre d’Astarté qui règne vers 575-550 semble être un usurpateur car il n’indique par le nom de son père ; Il est cependant le fondateur d’une dynastie car on a retrouvé les sarcophages de son fils de son petit-fils et de sa fille putative. Au cours d’une campagne en Babylonie ou en Egypte il a rapporté quatre sarcophages anthropoïdes dont sans doute le sien qui n’a pas été retrouvé. Les trois autres produits par le même atelier appartiennent à un modèle fabriqué en Egypte entre 623 et 525. 
La campagne à laquelle a participé Eshumazar doit avoir eu lieu sous le règne de Nabuchodonosor II, peut-être en 568.  Les sarcophages de Tabnit, d’Eshmunazar II et d’une femme peut-être la reine Amoshtart ont été exhumés dans les nécropoles de Sidon. Les unions consanguines destinées à renforcer les dynasties sont une pratique bien attestée notamment lorsque les lignées au pouvoir sont récentes  ou illégitimes.

## Sarcophage d'Eshmunazar II

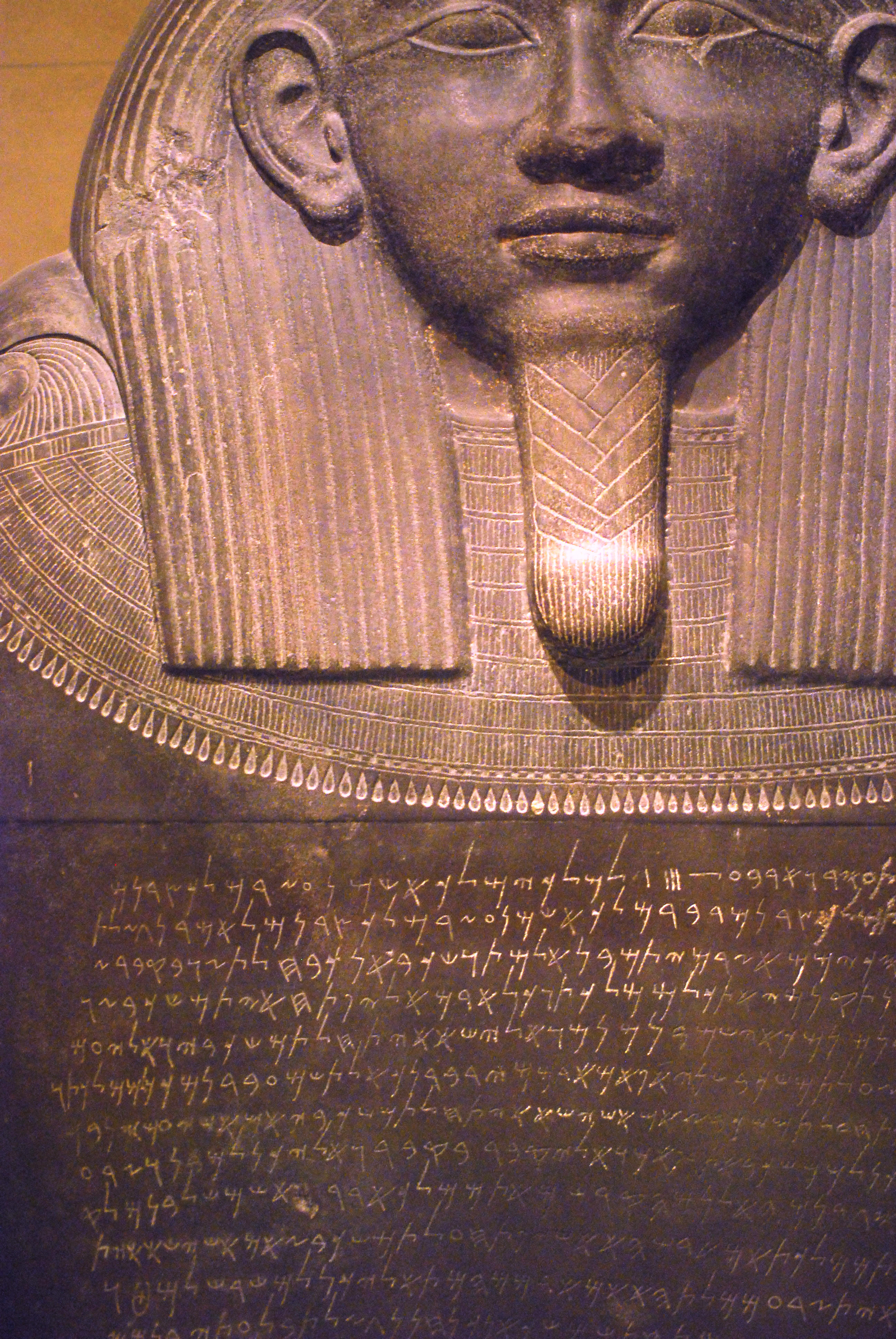
Sarcophage d'Eshmunazar II

Le sarcophage d'Eshmunazar II, actuellement conservé au musée du Louvre à Paris, a été mis au jour en 1855 dans un site proche de Sidon au Liban. Il est offert au musée par le duc de Luynes, également auteur d'une publication sur le sujet.
Il porte une inscription - répertoriée sous le code KAI-14, en cananéen phénicien, écrite en alphabet phénicien. 
Le sarcophage est de facture égyptienne et date du début du Ve siècle av. J.-C. L'inscription identifie le roi Eshmunazar II contenu dans le sarcophage et met en garde les personnes susceptibles de le déranger. Le langage utilisé pour l'inscription est un dialecte canaanite, intelligible par les locuteurs de l'hébreu biblique. 
La traduction qui suit est basée sur celle de Julius Oppert modifiée avec l'apport d'une traduction plus récente par J.B. Prichard et D.E. Fleming.

### Traduction
1. Au mois de Bul[nb 1], la quatorzième année du règne du roi Eshmunazar[nb 2], roi des deux Sidons,
2. fils du roi Tabnit, roi des deux Sidons, le roi Eshmunazar, roi des deux Sidons, déclara ce qui suit : je suis emporté,
3. avant mon heure, fils de (quelques) jours, orphelin, fils d'une veuve. Et je repose dans ce coffre, et dans cette tombe,
4. à l'endroit que j'ai construit. Qui que tu sois, de race royale ou un homme ordinaire, puisses-tu ne pas ouvrir ce lieu de repos, et
5. puisses-tu ne rien chercher, car rien n'a été déposé à l'intérieur. Puisses-tu ne pas déplacer le coffre dans lequel je repose, ni me transporter
6. de ce lieu de repos vers un autre lieu de repos. Quoique qu'un homme puisse te dire, ne l'écoute pas : pour toute personne de race royale et
7. tout homme ordinaire, qui ouvrirait ce lieu de repos ou transporterait le coffre dans lequel je repose, ou qui me transporterait
8. loin de ce lieu de repos : qu'ils n'aient pas de funérailles avec les ombres (Rephaïm), qu'ils ne soient pas inhumés dans une tombe, et qu'il n'y ait pas de fils ou de progéniture
9. pour leur succéder, et que les dieux sacrés les abandonnent à un puissant dirigeant qui (puisse) les diriger, de façon
10. à exterminer cette personne de race royale ou cet homme qui ouvrira ce lieu de repos ou qui va emporter
11. ce coffre, ainsi que la progéniture de cette personne de race royale, ou de cet homme ordinaire. Qu'il n'y ait pour eux ni racine au-dessous, ni
12. fruit au-dessus, ni vie sous le soleil. Puisque je suis emporté, avant mon heure, fils de
13. (quelques) jours, un orphelin, le fils d'une veuve. Moi, Eshmunazar, roi des deux Sidons, fils du
14. Roi Tabnit, roi des deux Sidons, petit-fils du Roi Eshmunazar, roi des deux Sidons, et ma mère Amoashtart,
15. Prêtresse d'Astarte, notre maîtresse, la Reine, fille du Roi Eshmunazar, roi des deux Sidons : C'est nous qui avons bâti le temple des
16. dieux, et le temple d'Astaroth, à la Sidon du bord de la mer[nb 3] et y avons placé (l'image de) Astaroth au Shamem-Addirim. Et c'est nous
17. qui avons bâti un temple pour Eshmun, le prince sacré, à la rivière des coquilles de pourpre sur la montagne, et qui l'avons installé à Shamem-Addirim. Et c'est nous qui avons bâti les temples
18. pour les dieux des deux Sidons, à la Sidon du bord de la mer, couvert le temple de Baal-Sidon et le temple de Ashtart-Shem-Baal. De plus, le seigneur des Rois[nb 4] nous donna
19. Dor et Joppa, les terres puissantes de Dagon, qui se trouvent dans la plaine de Saron, conformément aux importants exploits que j'ai accompli. Et nous les avons annexés
20. à la limite de la terre, et ils appartiendraient aux deux Sidon pour toujours. Qui que tu sois, de race royale ou homme ordinaire, puisse-t-il ne pas l'ouvrir
21. et puisse-t-il ne pas me découvrir et puisse-t-il ne pas m'emporter de ce lieu de repos. Autrement,
22. les dieux sacrés les abandonneront et extermineront cette personne de race royale et cet homme ordinaire et leur progéniture pour toujours.

| Texte phénicien originel |
| --- |
| 1. 𐤁𐤉𐤓𐤇 𐤁𐤋 𐤁𐤔𐤍𐤕 𐤏𐤎𐤓 𐤅𐤀𐤓𐤁𐤏 14 𐤋𐤌𐤋𐤊𐤉 𐤌𐤋𐤊 𐤀𐤔𐤌𐤍𐤏𐤆𐤓 𐤌𐤋𐤊 𐤑𐤃𐤍𐤌 2. 𐤁𐤍 𐤌𐤋𐤊 𐤕𐤁𐤍𐤕 𐤌𐤋𐤊 𐤑𐤃𐤍𐤌 𐤃𐤁𐤓 𐤌𐤋𐤊 𐤀𐤔𐤌𐤍𐤏𐤆𐤓 𐤌𐤋𐤊 𐤑𐤃𐤍𐤌 𐤋𐤀𐤌𐤓 𐤍𐤂𐤆𐤋𐤕 3. 𐤁𐤋 𐤏𐤕𐤉 𐤁𐤍 𐤌𐤎𐤊 𐤉𐤌𐤌 𐤀𐤆𐤓𐤌 𐤉𐤕𐤌 𐤁𐤍 𐤀𐤋𐤌𐤕 𐤅𐤔𐤊𐤁 𐤀𐤍𐤊 𐤁𐤇𐤋𐤕 𐤆 𐤅𐤁𐤒𐤁𐤓 𐤆 4. 𐤁𐤌𐤒𐤌 𐤀𐤔 𐤁𐤍𐤕 𐤒𐤍𐤌𐤉 𐤀𐤕 𐤊𐤋 𐤌𐤌𐤋𐤊𐤕 𐤅𐤊𐤋 𐤀𐤃𐤌 𐤀𐤋 𐤉𐤐𐤕𐤇 𐤀𐤉𐤕 𐤌𐤔𐤊𐤁 𐤆 𐤅 5. 𐤀𐤋 𐤉𐤁𐤒𐤔 𐤁𐤍 𐤌𐤍𐤌 𐤊 𐤀𐤉 𐤔𐤌 𐤁𐤍 𐤌𐤍𐤌 𐤅𐤀𐤋 𐤉𐤔𐤀 𐤀𐤉𐤕 𐤇𐤋𐤕 𐤌𐤔𐤊𐤁𐤉 𐤅𐤀𐤋 𐤉𐤏𐤌 6. 𐤎𐤍 𐤁𐤌𐤔𐤊𐤁 𐤆 𐤏𐤋𐤕 𐤌𐤔𐤊𐤁 𐤔𐤍𐤉 𐤀𐤐 𐤀𐤌 𐤀𐤃𐤌𐤌 𐤉𐤃𐤁𐤓𐤍𐤊 𐤀𐤋 𐤕𐤔𐤌𐤏 𐤁𐤃𐤍𐤌 𐤊 𐤊𐤋 𐤌𐤌𐤋𐤊𐤕 𐤅 7. 𐤊𐤋 𐤀𐤃𐤌 𐤀𐤔 𐤉𐤐𐤕𐤇 𐤏𐤋𐤕 𐤌𐤔𐤊𐤁 𐤆 𐤀𐤌 𐤀𐤔 𐤉𐤔𐤀 𐤀𐤉𐤕 𐤇𐤋𐤕 𐤌𐤔𐤊𐤁𐤉 𐤀𐤌 𐤀𐤔 𐤉𐤏𐤌𐤎𐤍 𐤁𐤌 8. 𐤔𐤊𐤁 𐤆 𐤀𐤋 𐤉𐤊𐤍 𐤋𐤌 𐤌𐤔𐤊𐤁 𐤀𐤕 𐤓𐤐𐤀𐤌 𐤅𐤀𐤋 𐤉𐤒𐤁𐤓 𐤁𐤒𐤁𐤓 𐤅𐤀𐤋 𐤉𐤊𐤍 𐤋𐤌 𐤁𐤍 𐤅𐤆𐤓𐤏 9. 𐤕𐤇𐤕𐤍𐤌 𐤅𐤉𐤎𐤂𐤓𐤍𐤌 𐤄𐤀𐤋𐤍𐤌 𐤄𐤒𐤃𐤔𐤌 𐤀𐤕 𐤌𐤌𐤋𐤊(𐤕) 𐤀𐤃𐤓 𐤀𐤔 𐤌𐤔𐤋 𐤁𐤍𐤌 𐤋𐤒 10. 𐤑𐤕𐤍𐤌 𐤀𐤉𐤕 𐤌𐤌𐤋𐤊𐤕 𐤀𐤌 𐤀𐤃𐤌 𐤄𐤀 𐤀𐤔 𐤉𐤐𐤕𐤇 𐤏𐤋𐤕 𐤌𐤔𐤊𐤁 𐤆 𐤀𐤌 𐤀𐤔 𐤉𐤔𐤀 𐤀𐤉𐤕 11. 𐤇𐤋𐤕 𐤆 𐤅𐤀𐤉𐤕 𐤆𐤓𐤏 𐤌𐤌𐤋𐤕 𐤄𐤀 𐤀𐤌 𐤀𐤃𐤌𐤌 𐤄𐤌𐤕 𐤀𐤋 𐤉𐤊𐤍 𐤋𐤌 𐤔𐤓𐤔 𐤋𐤌𐤈 𐤅 12. 𐤐𐤓 𐤋𐤌𐤏𐤋 𐤅𐤕𐤀𐤓 𐤁𐤇𐤉𐤌 𐤕𐤇𐤕 𐤔𐤌𐤔 𐤊 𐤀𐤍𐤊 𐤍𐤇𐤍 𐤍𐤂𐤆𐤋𐤕 𐤁𐤋 𐤏𐤕𐤉 𐤁𐤍 𐤌𐤎 13. 𐤊 𐤉𐤌𐤌 𐤀𐤆𐤓𐤌 𐤉𐤕𐤌 𐤁𐤍 𐤀𐤋𐤌𐤕 𐤀𐤍𐤊 𐤊 𐤀𐤍𐤊 𐤀𐤔𐤌𐤍𐤏𐤆𐤓 𐤌𐤋𐤊 𐤑𐤃𐤍𐤌 𐤁𐤍 14. 𐤌𐤋𐤊 𐤕𐤁𐤍𐤕 𐤌𐤋𐤊 𐤑𐤃𐤍𐤌 𐤁𐤍 𐤁𐤍 𐤌𐤋𐤊 𐤀𐤔𐤌𐤍𐤏𐤆𐤓 𐤌𐤋𐤊 𐤑𐤃𐤍𐤌 𐤅𐤀𐤌𐤉 𐤀𐤌 𐤏𐤔𐤕𐤓𐤕 15. 𐤊𐤄𐤍𐤕 𐤏𐤔𐤕𐤓𐤕 𐤓𐤁𐤕𐤍 𐤄𐤌𐤋𐤊𐤕 𐤁𐤕 𐤌𐤋𐤊 𐤀𐤔𐤌𐤍𐤏𐤆𐤓 𐤌𐤋𐤊 𐤑𐤃𐤍𐤌 𐤀𐤌 𐤁𐤍𐤍 𐤀𐤉𐤕 𐤁𐤕 16. 𐤀𐤋𐤍𐤌 𐤀𐤉𐤕 (...)𐤕 𐤁𐤑𐤃𐤍 𐤀𐤓𐤑 𐤉𐤌 𐤅𐤉𐤔𐤓𐤍 𐤀𐤉𐤕 𐤏𐤔𐤕𐤓𐤕 𐤔𐤌𐤌 𐤀𐤃𐤓𐤌 𐤅𐤀𐤍𐤇𐤍 17. 𐤀𐤔 𐤁𐤍𐤍 𐤁𐤕 𐤋𐤀𐤔𐤌𐤍 (?)𐤓 𐤒𐤃𐤔 𐤏𐤍𐤉𐤃𐤋𐤋 𐤁𐤄𐤓 𐤅𐤉𐤔𐤁𐤍𐤉 𐤔𐤌𐤌 𐤀𐤃𐤓𐤌 𐤅𐤀𐤍𐤇𐤍 𐤀𐤔 𐤁𐤍𐤍 𐤁𐤕𐤌 18. 𐤋𐤀𐤋𐤍 𐤑𐤃𐤍𐤌 𐤁𐤑𐤃𐤍 𐤀𐤓𐤑 𐤉𐤌 𐤁𐤕 𐤋𐤁𐤏𐤋 𐤑𐤃𐤍 𐤅𐤁𐤕 𐤋𐤏𐤔𐤕𐤓𐤕 𐤔𐤌 𐤁𐤏𐤋 𐤅𐤏𐤃 𐤉𐤕𐤍 𐤋𐤍 𐤀𐤃𐤍 𐤌𐤋𐤊𐤌 19. 𐤀𐤉𐤕 𐤃𐤀𐤓 𐤅𐤉𐤐𐤉 𐤀𐤓𐤑𐤕 𐤃𐤂𐤍 𐤄𐤀𐤃𐤓𐤕 𐤀𐤔 𐤁𐤔𐤃 𐤔𐤓𐤍 𐤋𐤌𐤃𐤕 𐤏𐤑𐤌𐤕 𐤀𐤔 𐤐𐤏𐤋𐤕 𐤅𐤉𐤎𐤐𐤍𐤍𐤌 20. 𐤏𐤋𐤕 𐤂𐤁𐤋 𐤀𐤓𐤑 𐤋𐤊𐤍𐤍𐤌 𐤋𐤑𐤃𐤍𐤌 𐤋𐤏𐤋(?) 𐤒𐤍𐤌𐤉 𐤀𐤕 𐤊𐤋 𐤌𐤌𐤋𐤊𐤕 𐤅𐤊𐤋 𐤀𐤃𐤌 𐤀𐤋 𐤉𐤐𐤕𐤇 𐤏𐤋𐤕𐤉 21. 𐤅𐤀𐤋 𐤉𐤏𐤓 𐤏𐤋𐤕𐤉 𐤅𐤀𐤋 𐤉𐤏𐤌𐤎𐤍 𐤁𐤌𐤔𐤊𐤁 𐤆 𐤅𐤀𐤋 𐤉𐤔𐤀 𐤀𐤉𐤕 𐤇𐤋𐤕 𐤌𐤔𐤊𐤁𐤉 𐤋𐤌 𐤉𐤎𐤂𐤓𐤍𐤌 22. 𐤀𐤋𐤍𐤌 𐤄𐤒𐤃𐤔𐤌 𐤀𐤋 𐤅𐤉𐤒𐤑𐤍 𐤄𐤌𐤌𐤋𐤊𐤕 𐤄𐤀 𐤅𐤄𐤀𐤃𐤌𐤌 𐤄𐤌𐤕 𐤅𐤆𐤓𐤏𐤌 𐤋𐤏𐤋𐤌 |

| Transcription latine |
| --- |
| 1. byrḥ bl bšnt ʿsr wʾrbʿ 14 lmlky mlk ʾšmnʿzr mlk ṣdnm 2. bn mlk tbnt mlk ṣdnm dbr mlk ʾšmnʿzr mlk ṣdnm lʾmr ngzlt 3. bl ʿty bn msk ymm ʾzrm ytm bn ʾlmt wškb ʾnk bḥlt z wbqbr z 4. bmqm ʾš bnt qnmy ʾt kl mmlkt wkl ʾdm ʾl yptḥ ʾyt mškb z w 5. ʾl ybqš bn mnm k ʾy šm bn mnm wʾl yšʾ ʾyt ḥlt mškby wʾl yʿm 6. sn bmškb z ʿlt mškb šny ʾp ʾm ʾdmm ydbrnk ʾl tšmʿ bdnm k kl mmlkt w 7. kl ʾdm ʾš yptḥ ʿlt mškb z ʾm ʾš yšʾ ʾyt ḥlt mškby ʾm ʾš yʿmsn bm 8. škb z ʾl ykn lm mškb ʾt rpʾm wʾl yqbr bqbr wʾl ykn lm bn wzrʿ 9. tḥtnm wysgrnm hʾlnm hqdšm ʾt mmlk(t) ʾdr ʾš mšl bnm lq 10. ṣtnm ʾyt mmlkt ʾm ʾdm hʾ ʾš yptḥ ʿlt mškb z ʾm ʾš yšʾ ʾyt 11. ḥlt z wʾyt zrʿ mmlt hʾ ʾm ʾdmm hmt ʾl ykn lm šrš lmṭ w 12. pr lmʿl wtʾr bḥym tḥt šmš k ʾnk nḥn ngzlt bl ʿty bn ms 13. k ymm ʾzrm ytm bn ʾlmt ʾnk k ʾnk ʾšmnʿzr mlk ṣdnm bn 14. mlk tbnt mlk ṣdnm bn bn mlk ʾšmnʿzr mlk ṣdnm wʾmy ʾm ʿštrt 15. khnt ʿštrt rbtn hmlkt bt mlk ʾšmnʿzr mlk ṣdnm ʾm bnn ʾyt bt 16. ʾlnm ʾyt (...)t bṣdn ʾrṣ ym wyšrn ʾyt ʿštrt šmm ʾdrm wʾnḥn 17. ʾš bnn bt lʾšmn (?)r qdš ʿnydll bhr wyšbny šmm ʾdrm wʾnḥn ʾš bnn btm 18. lʾln ṣdnm bṣdn ʾrṣ ym bt lbʿl ṣdn wbt lʿštrt šm bʿl wʿd ytn ln ʾdn mlkm 19. ʾyt dʾr wypy ʾrṣt dgn hʾdrt ʾš bšd šrn lmdt ʿṣmt ʾš pʿlt wyspnnm 20. ʿlt gbl ʾrṣ lknnm lṣdnm lʿl(?) qnmy ʾt kl mmlkt wkl ʾdm ʾl yptḥ ʿlty 21. wʾl yʿr ʿlty wʾl yʿmsn bmškb z wʾl yšʾ ʾyt ḥlt mškby lm ysgrnm 22. ʾlnm hqdšm ʾl wyqṣn hmmlkt hʾ whʾdmm hmt wzrʿm lʿlm Ligne # 16 wyšrn = "installer" ou "placer" et ligne # 17 wyšbny = "établir" utilisent la même racine mais ont été orthographiés différemment par le graveur. Il a utilisé à la ligne # 16 un "R" et à la ligne # 17 un "B". Dans l'écriture phénicienne, ils sont similaires et il pourrait s'agir d'une erreur du scribe ou de la personne ayant fait le relevé de l'inscription au XIXe siècle. L'usage correct est wyšbn et l'erreur se trouve à la ligne # 16 |

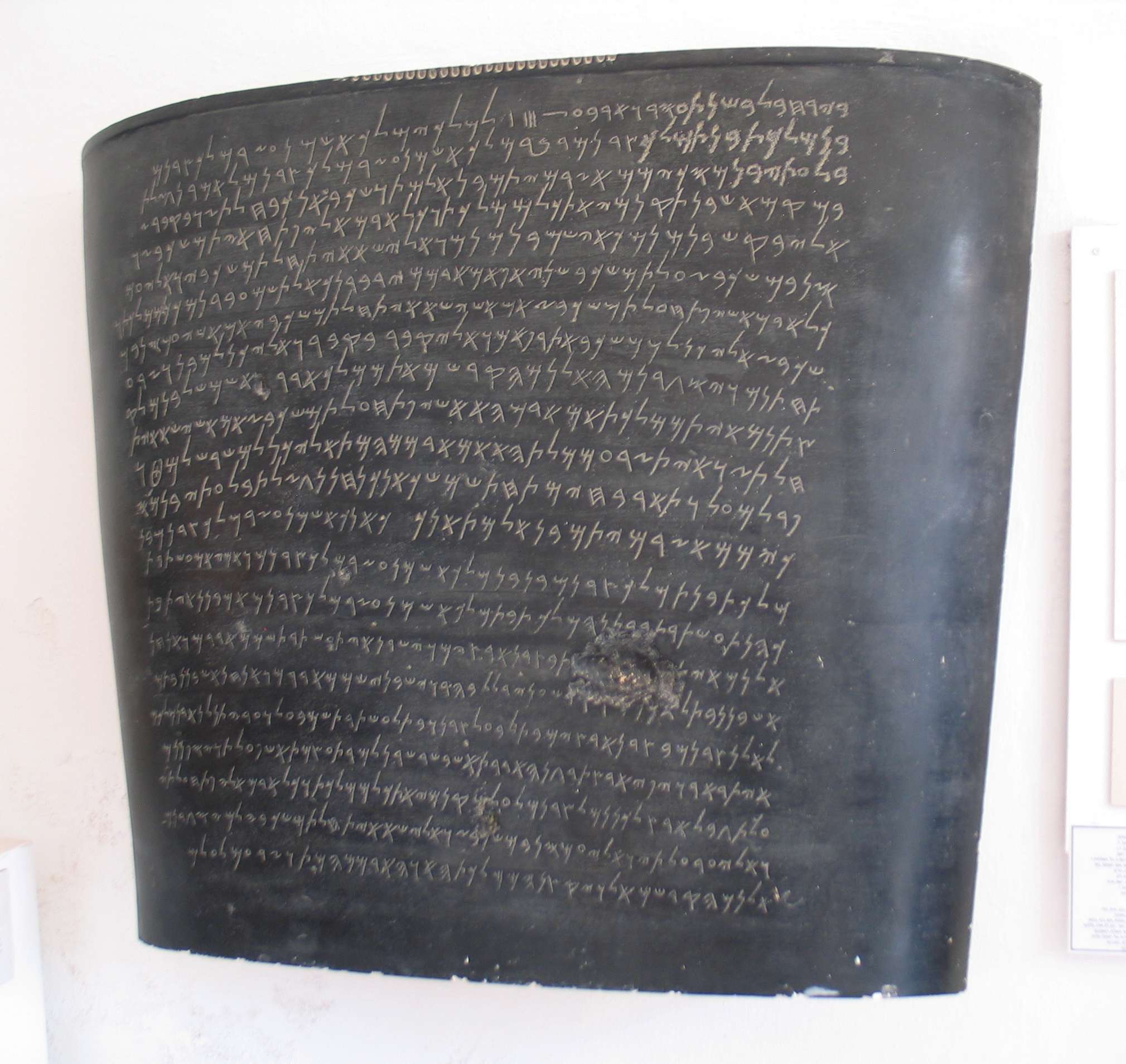
L'inscription funéraire sur le couvercle du sarcophage d'Eshmunazar II ; il s'agit de «la plus longue inscription phénicienne d'époque perse connue»

| Transcription en alphabet hébreu |
| -------------------------------- |
|                                  |